# Misti
De Misti is een actieve vulkaan (5.822 meter hoog), gelegen nabij de zuidelijke stad Arequipa. Met zijn steeds bedekte sneeuwtop is El Misti de bekendste vulkaan van Peru. Gelegen tussen de vulkanen Chachani (6.075 m) en Pichu Pichu (5.669 m) staat de Misti bekend als de 'gentleman'.
De koloniale gebouwen van de stad zijn gebouwd met het vulkanoklastisch materiaal van de vulkaan.
De vulkaan staat verder bekend om zijn symmetrische kegel en bestaat voornamelijk uit andesiet (uitvloeiingsgesteente). Hij is ongeveer 12.000 jaar geleden gevormd boven op een eerder uitgebarsten vulkaan uit het Pleistoceen. De huidige caldera meet 1,5 bij 2 km.
Een van de laatste grote uitbarstingen vond plaats in de 15e eeuw.

## Galerij

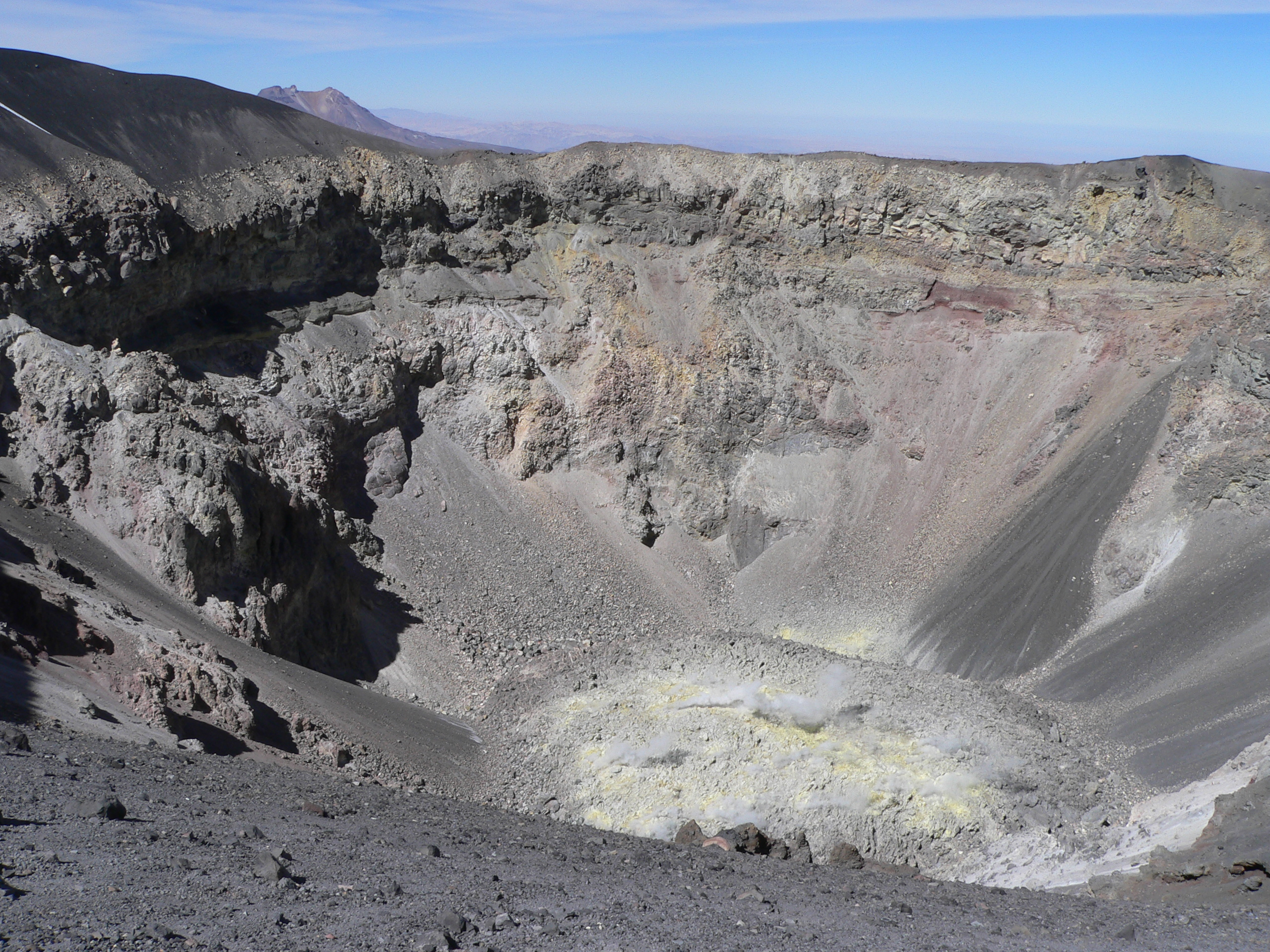
Krater van El Misti
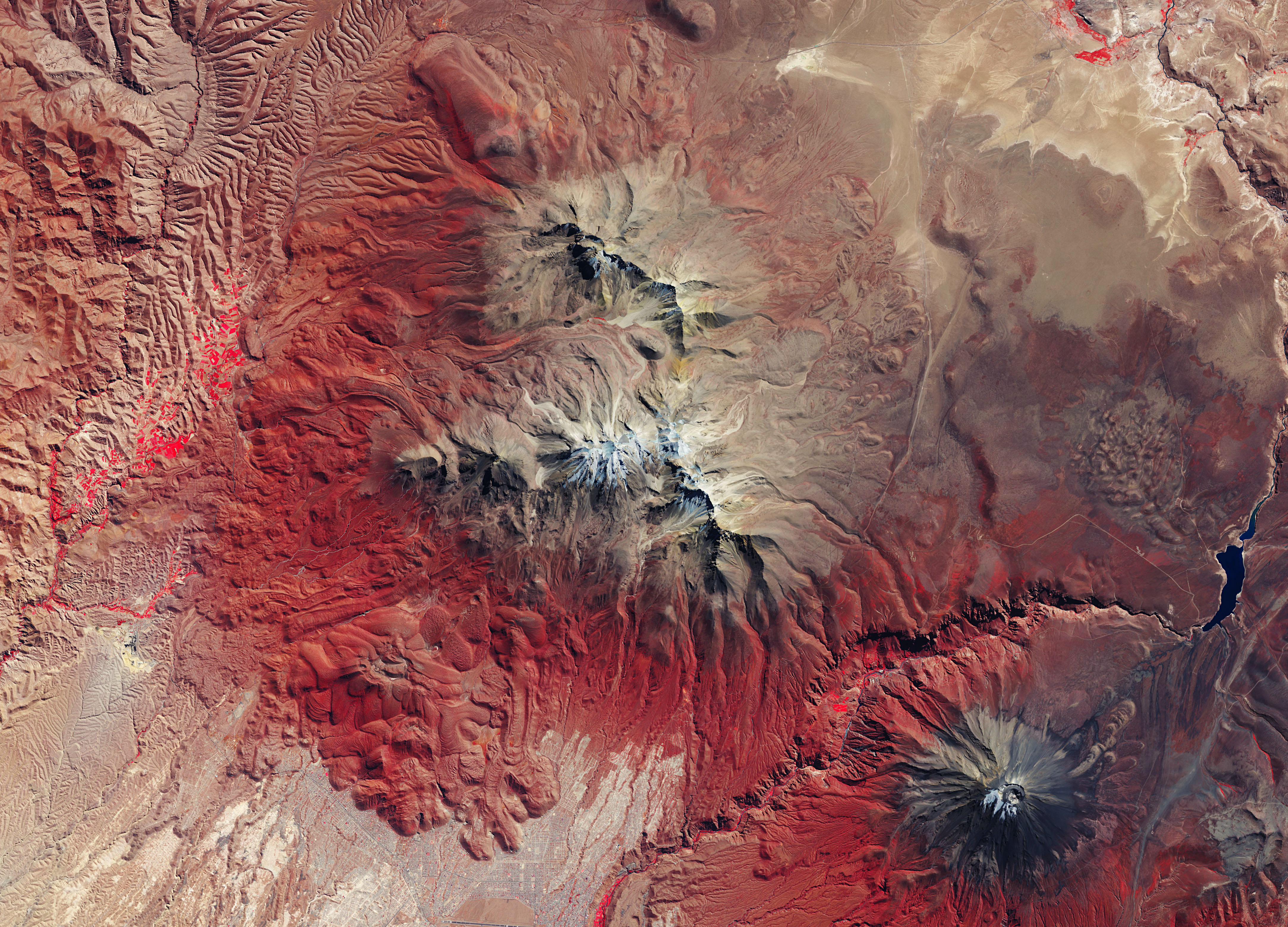
De Chachani in het midden, de Misti rechtsonder, en het stuwmeer Aguada Blanca rechts in het midden, 14 juli 2017 (Copernicus Sentinel-2)